# Bruno Labbadia
Bruno Labbadia (Darmstadt, Hesse, 8 de febrero de 1966) es un exfutbolista internacional alemán de orígenes italianos. Actualmente está sin club.
Durante su etapa como futbolista, Labbadia desempeñó su carrera en el fútbol alemán, en clubes como el Hamburgo S.V., el Bayern de Múnich o el Werder Bremen.

## Carrera como jugador
En su época de futbolista, Labbadia ocupaba la posición de delantero. Debutó a nivel profesional en 1984, con 22 años de edad, en las filas del SV Darmstadt 98. Posteriormente pasó por varios equipos de su país, entre ellos, el Hamburgo S.V. y el Bayern de Múnich. Se retiró en 2003, siendo jugador del Karlsruher SC.
Asimismo, fue dos veces internacional con Alemania, logrando marcar un gol con su selección.

## Carrera como entrenador

#### Inicios
Labaddia debutó como técnico en 2003, dirigiendo al SV Darmstadt 98. Posteriormente pasó por el banquillo del SpVgg Greuther Fürth.

#### Bayer 04 Leverkusen
El 26 de mayo de 2008, se incorporó al Bayer 04 Leverkusen, al que llevó al 9.º puesto en la 1. Bundesliga 2008-09 y al subcampeonato en la Copa de Alemania.

#### Hamburgo S.V.
El 6 de junio de 2009, Labbadia firmó por el Hamburgo S.V. de la 1. Bundesliga. Tras un buen comienzo, fue despedido el 26 de abril de 2010, después de una mala racha de resultados en la segunda vuelta. El equipo ocupaba la 7.ª posición en la 1. Bundesliga 2009-10 y tenía pendiente el partido de vuelta de semifinales de la Copa de la UEFA.

#### VfB Stuttgart
El 12 de diciembre de 2010, Labbadia fue nombrado nuevo entrenador del VfB Stuttgart. Logró la permanencia y, en la 1. Bundesliga 2011-12, guio al equipo de Baden-Wurtemberg a la 6.ª posición. Fue despedido el 26 de agosto de 2013, tras perder los tres primeros partidos de la 1. Bundesliga 2013-14.

#### Segunda etapa en el Hamburgo S.V.
El 15 de abril de 2015, Labbadia volvió al Hamburgo S.V.. Logró evitar el descenso directo del equipo del norte de Alemania, accediendo a la promoción de ascenso y descenso. Allí ganó al Karlsruher SC por un resultado global de 3-2 y se mantuvo en la 1. Bundesliga. El 11 de enero de 2016, tras concluir la primera vuelta de la Bundesliga en una sólida 10.ª posición, el club amplió su contrato por un año más. Sin embargo, el 25 de septiembre de 2016, Labbadia fue cesado en sus funciones, tras sumar un solo punto en las 5 primeras jornadas de la 1. Bundesliga 2016-17.

#### VfL Wolfsburgo
El 20 de febrero de 2018, se comprometió con el VfL Wolfsburgo hasta 2019. El equipo alemán terminó la 1. Bundesliga 2017-18 en 16.ª posición, accediendo a la promoción por la permanencia, donde se impuso al Holstein Kiel para mantenerse un año más en la élite. El 12 de marzo de 2019, anunció que no iba a continuar en el club la próxima temporada, llevando al elenco germano a la 6.ª posición en la 1. Bundesliga 2018-19.

#### Hertha Berlín
El 9 de abril de 2020, fue contratado por el Hertha de Berlín. El 24 de enero de 2021, fue despedido del club debido a una mala racha de resultados.

#### Segunda etapa en el VfB Stuttgart
El 5 de diciembre de 2022, Labbadia inició su segunda etapa al frente del VfB Stuttgart. En abril de 2023, fue despedido después de que el equipo cayera al último lugar.

## Clubes y estadísticas

### Como jugador
| Club                 | País     | Año         |
| -------------------- | -------- | ----------- |
| SV Darmstadt 98      | Alemania | 1984 - 1987 |
| Hamburgo SV          | Alemania | 1987 - 1988 |
| 1. FC Kaiserslautern | Alemania | 1988 - 1991 |
| Bayern de Múnich     | Alemania | 1991 - 1994 |
| 1. FC Köln           | Alemania | 1994 - 1995 |
| Werder Bremen        | Alemania | 1995 - 1998 |
| Arminia Bielefeld    | Alemania | 1998 - 2001 |
| Karlsruher SC        | Alemania | 2001 - 2003 |

| Temporada | Liga          | Club                 | Partidos | Goles |
| 2002–03   | 2. Bundesliga | Karlsruher SC        | 27       | 12    |
| 2001–02   | 2. Bundesliga | Karlsruher SC        | 33       | 6     |
| 2000–01   | 2. Bundesliga | Arminia Bielefeld    | 31       | 11    |
| 1999–00   | 1. Bundesliga | Arminia Bielefeld    | 34       | 11    |
| 1998–99   | 2. Bundesliga | Arminia Bielefeld    | 33       | 28    |
| 1997–98   | 1. Bundesliga | Werder Bremen        | 27       | 6     |
| 1996–97   | 1. Bundesliga | Werder Bremen        | 23       | 8     |
| 1995–96   | 1. Bundesliga | Werder Bremen        | 13       | 4     |
| 1995–96   | 1. Bundesliga | 1. FC Köln           | 8        | 1     |
| 1994–95   | 1. Bundesliga | 1. FC Köln           | 33       | 14    |
| 1993–94   | 1. Bundesliga | Bayern de Múnich     | 20       | 7     |
| 1992–93   | 1. Bundesliga | Bayern de Múnich     | 32       | 11    |
| 1991–92   | 1. Bundesliga | Bayern de Múnich     | 30       | 10    |
| 1990–91   | 1. Bundesliga | 1. FC Kaiserslautern | 22       | 10    |
| 1989–90   | 1. Bundesliga | 1. FC Kaiserslautern | 28       | 6     |
| 1988–89   | 1. Bundesliga | 1. FC Kaiserslautern | 17       | 5     |
| 1988–89   | 1. Bundesliga | Hamburger SV         | 10       | -     |
| 1987–88   | 1. Bundesliga | Hamburger SV         | 31       | 11    |
| 1986–87   | 2. Bundesliga | SV Darmstadt 98      | 35       | 18    |
| 1985–86   | 2. Bundesliga | SV Darmstadt 98      | 38       | 17    |
| 1984–85   | 2. Bundesliga | SV Darmstadt 98      | 32       | 9     |
| Total     | 1. Bundesliga |                      | 328      | 103   |
| Total     | 2. Bundesliga |                      | 229      | 101   |

### Como entrenador
| Club                 | País     | Año       | PJ  | PG  | PE | PP  | Efectividad |
| -------------------- | -------- | --------- | --- | --- | -- | --- | ----------- |
| SV Darmstadt 98      | Alemania | 2003-2006 | 102 | 60  | 16 | 20  | 64.05%      |
| SpVgg Greuther Fürth | Alemania | 2007-2008 | 36  | 15  | 10 | 11  | 50.93%      |
| Bayer 04 Leverkusen  | Alemania | 2008-2009 | 40  | 19  | 7  | 14  | 53.33%      |
| Hamburgo S.V.        | Alemania | 2009-2010 | 51  | 22  | 16 | 13  | 53.6%       |
| VfB Stuttgart        | Alemania | 2010-2013 | 119 | 50  | 24 | 45  | 48.74%      |
| Hamburgo S.V.        | Alemania | 2015-2016 | 49  | 16  | 11 | 22  | 40.13%      |
| VfL Wolfsburgo       | Alemania | 2018-2019 | 50  | 22  | 10 | 18  | 50.67%      |
| Hertha Berlín        | Alemania | 2020-2021 | 28  | 8   | 6  | 14  | 35.71%      |
| VfB Stuttgart        | Alemania | 2022-2023 | 12  | 2   | 3  | 7   | 25%         |
| Total                | Total    | Total     | 387 | 193 | 85 | 109 | 57.19%      |

## Palmarés

### Como jugador

#### Campeonatos nacionales
| Título             | Club                 | País     | Año  |
| ------------------ | -------------------- | -------- | ---- |
| Copa de Alemania   | 1. FC Kaiserslautern | Alemania | 1990 |
| Fußball-Bundesliga | 1. FC Kaiserslautern | Alemania | 1991 |
| Fußball-Bundesliga | Bayern de Múnich     | Alemania | 1994 |